# Tissiatxni
Tissiatxni - Тысячный (rus) - és un khútor del krai de Krasnodar, a Rússia. Es troba a 21 km al sud de Gulkévitxi i a 140 km a l'est de Krasnodar.
Pertanyen a aquest khútor els khútors de Bratski i Vozdvijenski.